# Ostravar Aréna
Pour les articles homonymes, voir ČEZ Aréna.
La Ostravar Aréna (auparavant Palác kultury a sportu et ČEZ Aréna) est une salle omnisports située à Ostrava en République tchèque.
C'est la patinoire du HC Vítkovice qui évolue en Extraliga. La capacité est de 9 821 places pour les rencontres de hockey sur glace et jusqu'à 12 500 quand la glace de la patinoire est recouverte (pour des concerts). De plus, la salle dispose de 18 loges pour les VIP.

## Histoire
Elle portait alors le nom de Palác kultury a sportu (en français : Palais culturel et sportif). En 2002-03, la patinoire est rénovée et remise aux normes de sécurité.
L'édition 2004 du championnat du monde a eu lieu à Prague dans la Sazka Arena et dans la ČEZ Aréna pour les groupes du premier tour B et C. Par la suite le groupe F des équipes qualifiées y jouent leur second tour alors que les matchs des phases finales eurent tous lieu à Prague.
Des concerts et des comédies musicales se sont produits dans la salle (Sting, Aerosmith, José Carreras...)

## Événements
- Championnat du monde de volley-ball féminin 1986
- Championnat du monde junior de hockey sur glace 1994
- Championnat du monde de hockey sur glace 2004
- Championnat d'Europe de futsal 2005
- Championnats d'Europe de tennis de table 2010, 11 au 19 septembre 2010
- Championnat du monde de basket-ball féminin 2010
- Coupe Davis :
  - 2011 : Huitièmes de finale entre la République tchèque et le Kazakhstan.
  - 2012 : Huitièmes de finale entre la République tchèque et l'Italie.
  - 2014 : Huitièmes de finale entre la République tchèque et les Pays-Bas.
  - 2015 : Huitièmes de finale entre la République tchèque et l'Australie.
- Fed Cup :
  - 2012 : Demi-finale entre la République tchèque et l'Italie.
  - 2013 : Quart de finale entre la République tchèque et l'Australie.
  - 2014 : Demi-finale entre la République tchèque et l'Italie.
  - 2015 : Demi-finale entre la République tchèque et la France.
- Championnat du monde de hockey sur glace 2015
- Championnats d'Europe de patinage artistique 2017
- Championnat du monde de hockey sur glace 2024

## Galerie

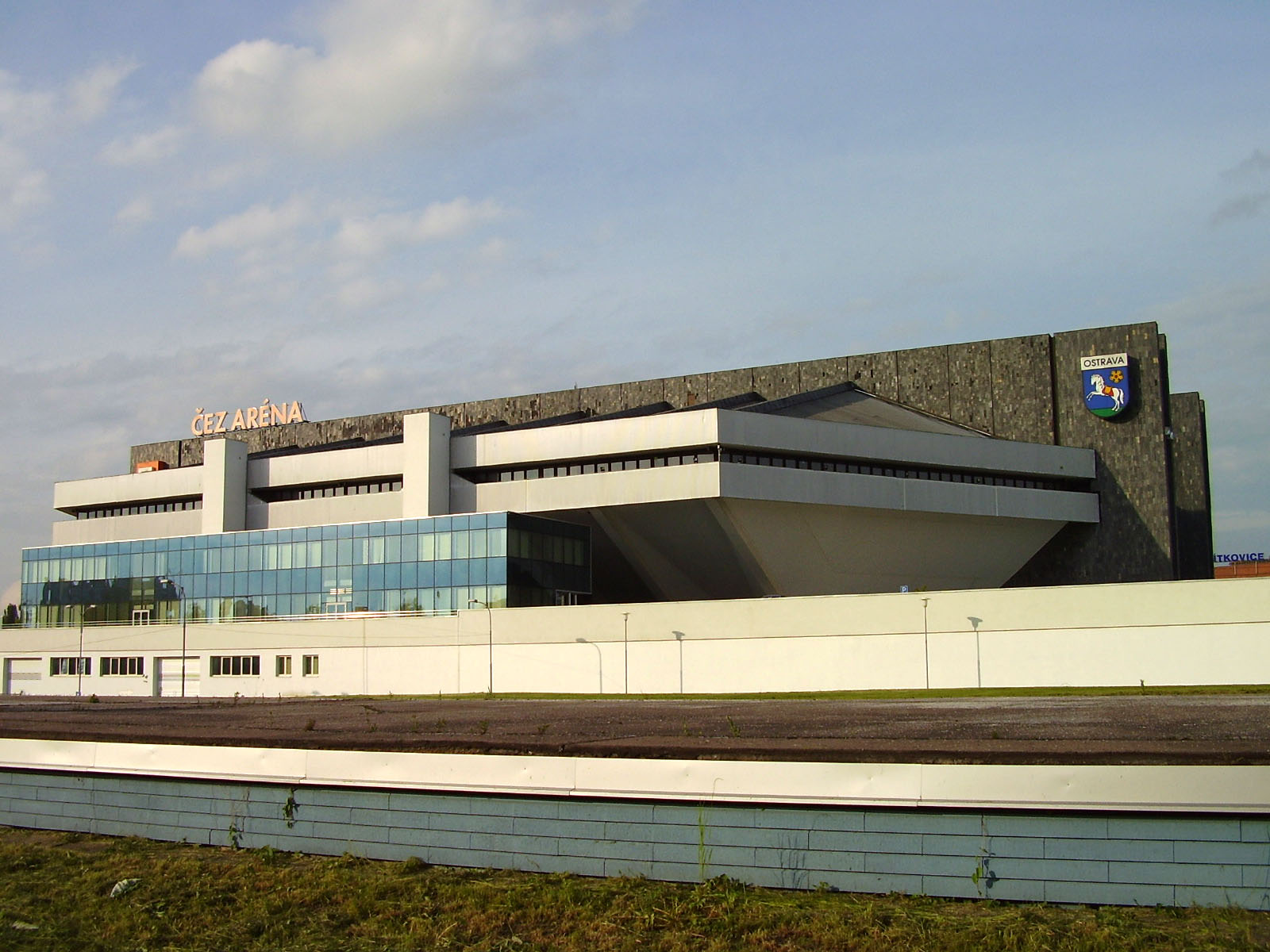
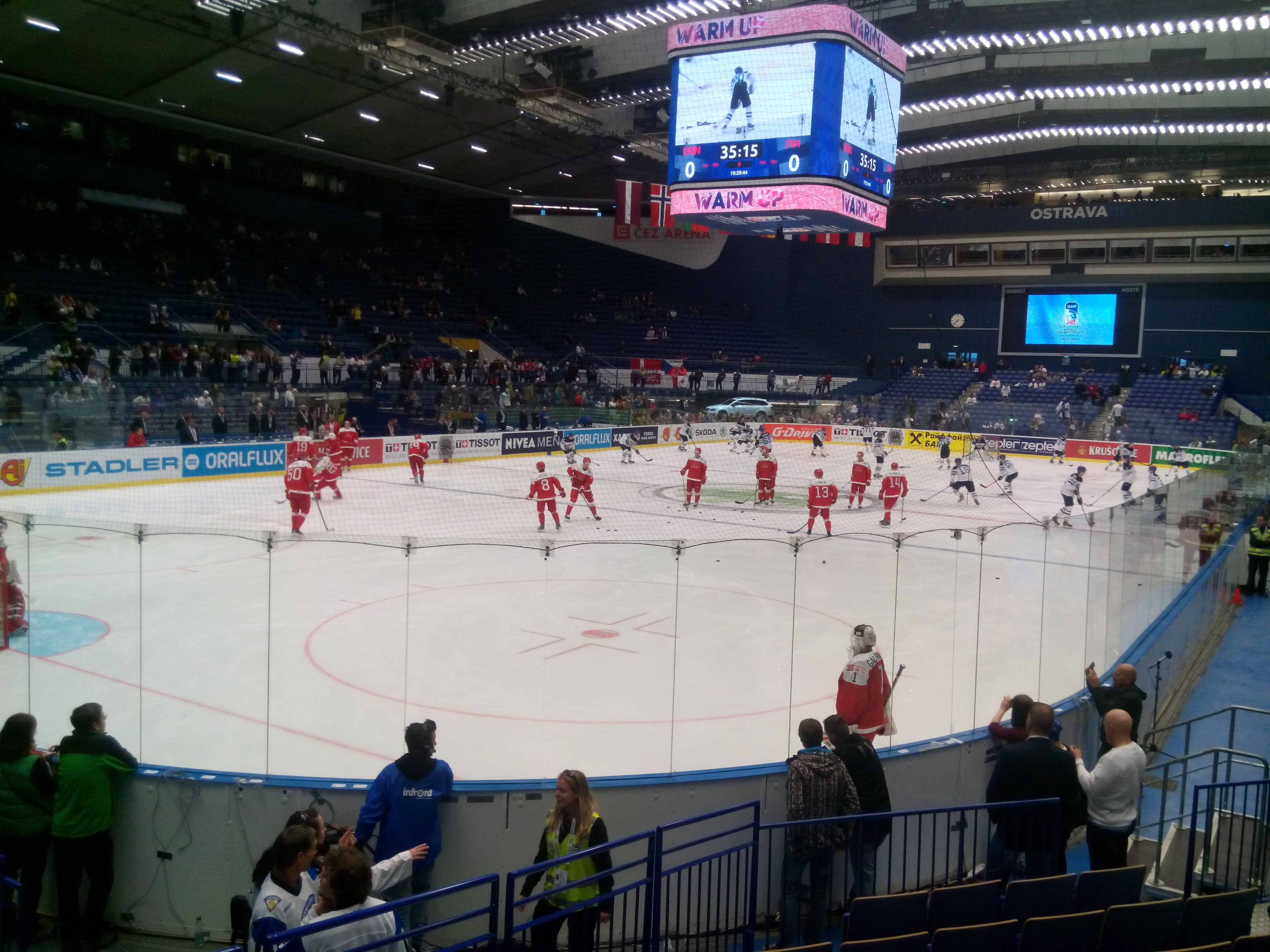